# Juan Carlos Paz
Juan Carlos Paz, född 5 augusti 1901 i Buenos Aires, Argentina, död där 25 augusti 1972, var en argentinsk kompositör och musikskribent.

## Biografi
Paz studerade komposition med Constantino Gaito i Argentina och därefter med Vincent d'Indy i Paris. År 1929 bildade han tillsammans med andra unga radikala argentinska kompositörer gruppen Grupo Renovación. Hans tidiga verk, mellan 1921 och 1927, var polyfon i en nyklassisk stil. År 1927 började han komponera atonal och polytonal musik, och efter 1934 i tolvtonstekniken. Efter 1950 komponerade han i en mer fri och personlig stil.

## Valda Verk

### Orkester
- Canto de Navidad, 1927
- Movimiento sinfónico, 1930
- Svit för Ibsen's Juliano Emperador, 1931
- Passacaglia för stråkorkester, 1944
- 6 superposiciones, 1954
- Trancformaciones canónicas, 1956
- Estructuras 1962 för kammarorkester, 1962
- Música för piano och orkester, 1964

### Kammarmusik
- Blåsoktett, 1930
- Overtyr för 12 instrument, 1936
- Stråkkvartett no 1, 1938
- Música för flöjt, saxofon och piano, 1943
- Stråkkvartett no 2, 1943
- Continuidad 1953 för piano och slagverk, 1953
- Tres contrapuntos för klarinett, elektrisk gitarr, celesta, trumpet, trombon och cello, 1955
- Invención för stråkkvartett, 1961
- Concreción för flöjt, klarinett, fagott, valthorn, trumpet, trombon och tuba, 1964

### Piano
- Pianosonat no 1, 1923
- Pianosonat no 2, 1925
- Tema con Transformaciones, 1928
- Tres movimientos de jazz, 1932
- Pianosonat no 3, 1935

### Orgel
- Galaxia 64, 1964